# Mallophora schwarzi
Mallophora schwarzi är en tvåvingeart som beskrevs av Charles Howard Curran 1934. Mallophora schwarzi ingår i släktet Mallophora och familjen rovflugor.
Artens utbredningsområde är Panama. Inga underarter finns listade i Catalogue of Life.